# Lubok Gapuy
Lubok Gapuy is een bestuurslaag in het regentschap Aceh Besar van de provincie Atjeh, Indonesië. Lubok Gapuy telt 489 inwoners (volkstelling 2010).